# Matteo Pannaria

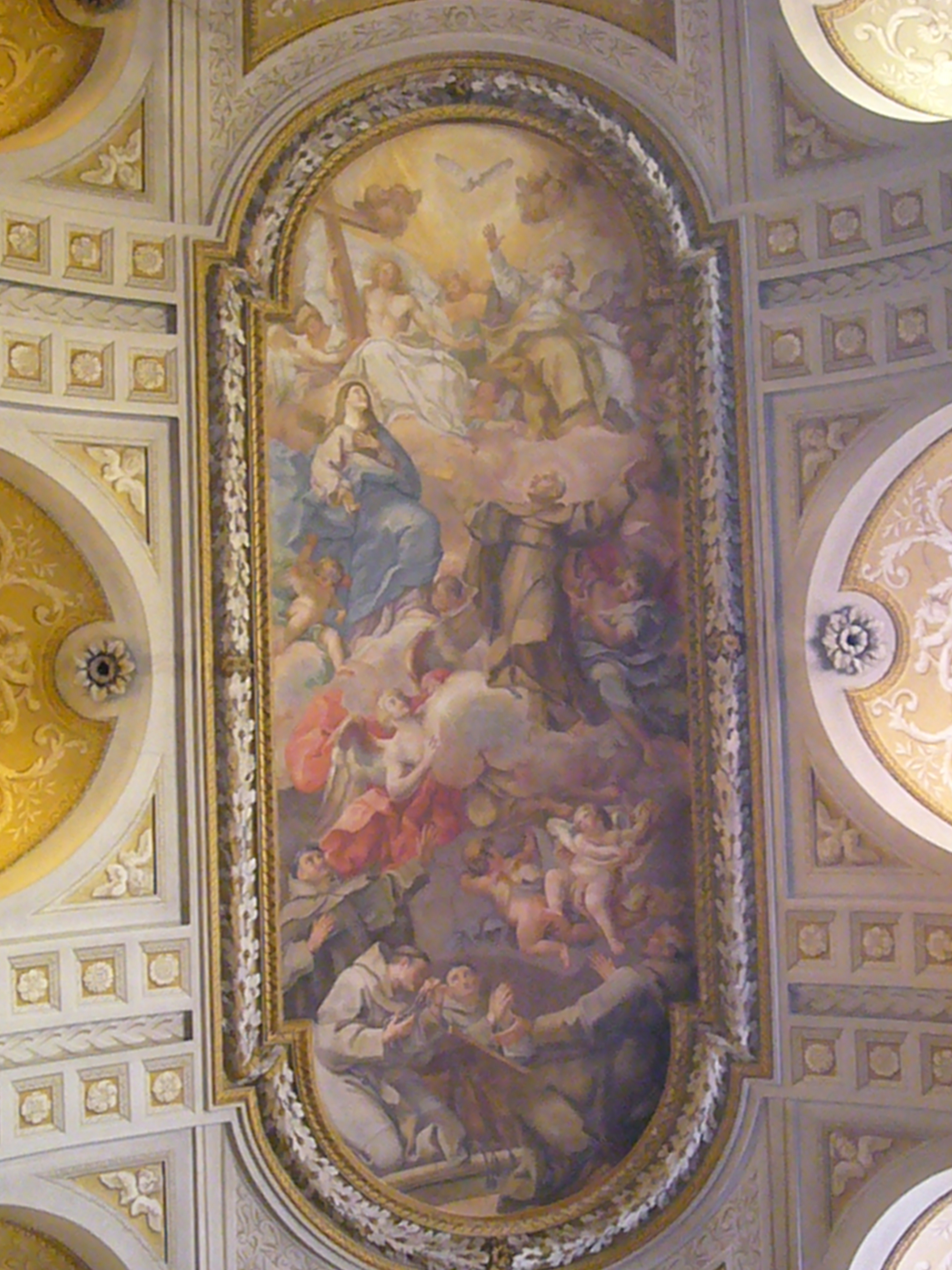
Gloria di San Pasquale, chiesa dei Santi Quaranta Martiri e San Pasquale Baylon (Roma)

Matteo Pannaria o Panaria o Pannerio (Palermo, ... – ...; fl. XVIII secolo) è stato un pittore italiano del tardo barocco.

## Biografia
Tra il 1746 e il 1764 Pannaria dipinse tele per il santuario di Santa Maria fuori Monsano: una Deposizione di Gesù dalla croce e una Madonna col Bambino tra San Domenico e San Giovanni Nepomuceno. 
Nella chiesa dei Santi Quaranta Martiri e San Pasquale Baylon a Roma affrescò gli ovali nel soffitto, il soffitto della navata, ove si trova la Gloria di San Pietro d'Alcantara, la crociera del transetto, in cui è raffigurata la Gloria di San Pasquale, e una delle cappelle, in cui è raffigurato il Beato Giovanni del Prado.
A Jesi dipinse una Gloria di San Giovanni Nepomuceno (1753) per la chiesa di San Giovanni Battista, e una Madonna della Vita: Madonna in trono, Sant'Emidio e Sant'Agata, conservata nella chiesa di San Pietro Apostolo.

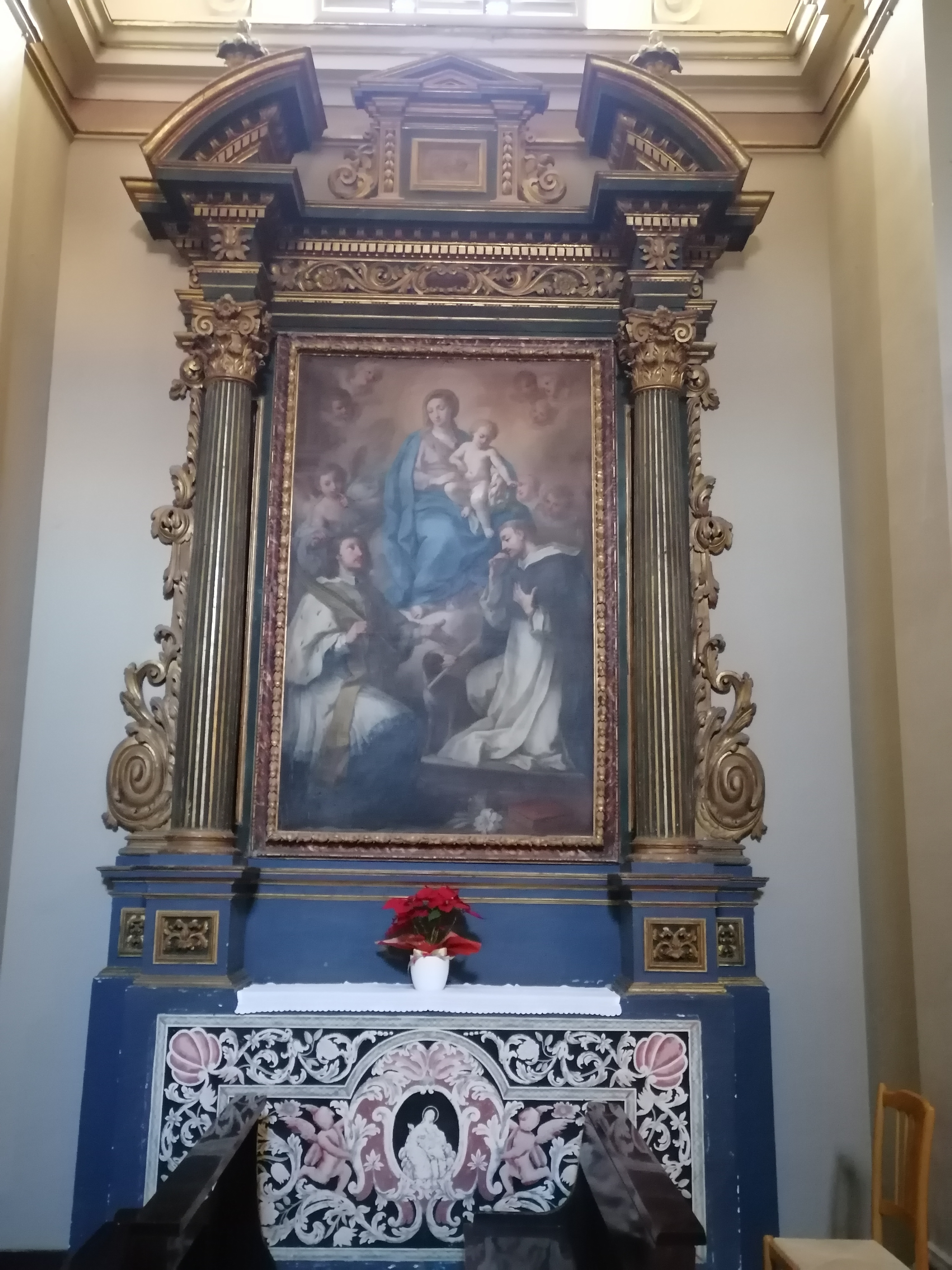
Madonna col Bambino e i Santi Domenico e Giovanni Nepomuceno, santuario di Santa Maria fuori Monsano